# Eurogas
Eurogas ist ein Lobbyverein der europäischen Gasproduzenten und -lieferanten mit Sitz in Brüssel, der 1990 gegründet wurde.

## Ziele
Die Ziele der Organisation sind:
- die Interessen ihrer Mitglieder (Verbände und Gesellschaften), die im Bereich von Förderung, Handel und Vertrieb von Erdgas und in verwandten Bereichen tätig sind – wie der Lagerung und Verflüssigung von Erdgas.
- die Bedeutung von Erdgas in Europa in Hinblick auf technische, wirtschaftliche und gesetzliche Aspekte sowie die Zusammenarbeit der Beteiligten zu fördern.
- das reibungslose Funktionieren des europäischen Gasmarktes sicherzustellen sowie zu für die europäische Gasindustrie relevanten Fragen Stellung zu beziehen, vor allem in Hinblick auf internationale und supranationale Organisationen und die öffentliche Meinung.

## Organe
Organe sind das Generalsekretariat mit Sitz in Brüssel, das Governing Board und die zwei Mal jährlich zusammen treffende Generalversammlung, sowie ad hoc eingesetzte Task Groups.

## Mitglieder
Mitglieder sind Unternehmen der Gasindustrie aus der EU, Norwegen, der Schweiz und der Türkei. Alle wichtigen „Player“ im Rahmen der EU sind vertreten, so u. a. die französischen GDF SUEZ und EdF, die britische BP, die italienische ENI, aus Deutschland RWE und E.ON/Ruhrgas und aus Österreich die OMV.